# Pračeljustnice
Pračeljustnice (znanstveno ime Archaeognatha) so majhen red žuželk z okoli 500 danes živečimi vrstami. So izvorno brez kril in jih s ščetinorepkami uvrščamo med najprimitivnejše še živeče žuželke.

## Opis
So podolgovate, srednje velike žuželke (6-25 mm dolžine), izvorno brez kril. Na glavi imajo velike sestavljene oči, ki se na vrhu stikajo, in tri očesca, poleg njih pa še veččlenske tipalnice in naprej usmerjene čeljusti, ki jih lahko deloma uvlečejo. Sestavljajo jih podaljšane mandibule in sedemčlenski maksilarni palpi (odrastki maksil). Oprsje nosi tri pare nog; na hrbtni strani je izbočeno v nekakšno grbo, sicer pa je brez posebnosti. V ravni liniji se z njega nadaljuje zadek, ki na drugem in devetem členu nosi dva para odrastkov (reduciranih zadkovih nog). Na koncu zadka je par veččlenskih cerkov in terminalni filum. Njihovo telo je prekrito z luskicami, ob pomanjkanju vlage se hitro izsuši.
Podobno kot ščetinorepke je njihov razvoj zelo enostaven - ličinke so po obliki skoraj enake kot odrasle živali, so le manjše in nimajo genitalij. Levijo se tudi kot odrasle. Pred vsako levitvijo se pritrdijo na podlago s črevesnimi izločki. Večinoma so aktivne ponoči, podnevi pa se skrivajo za lubjem ali med rastlinskim odpadom. Hitro tečejo, s pomočjo zadka pa lahko tudi daleč skočijo, kadar jih kaj preseneti (tudi do 30 cm).

## Sistematika in ekologija
Dve recentni družini pračeljustnic, Machilidae in Meinertellidae, sta nedvoumno monofiletski. Večina avtorjev jih obravnava kot najprimitivnejšo skupino žuželk, sestrsko ščetinorepkam in krilatim žuželkam. Po drugi razvrstitvi pa so sestrska skupina samo današnjim ščetinorepkam, s katerimi tvorijo skupino Thysanura s. lat. (ščetinorepke v širšem pomenu besede).
Živijo v travnatih ali gozdnih habitatih pod listjem, kamni, lubjem ipd., kjer se prehranjujejo z mahovi, lišaji, algami in odmrlim organskim materialom.